# Irwin I. Shapiro
Irwin I. Shapiro (ur. 1929 w Nowym Jorku) – amerykański astrofizyk. Od 1982 roku profesor uniwersytetu w Harvardzie. Przez 22 lata, od 1982 do 2004, był kierownikiem Harvard-Smithsonian Center for Astrophysics.

## Życiorys
Po ukończeniu Brooklyn Technical High School, Shapiro zdobył licencjat z matematyki na Uniwersytecie Cornella, oraz PhD (odpowiada tytułowi doktora) i tytuł magistra z fizyka na Uniwersytecie w Harvardzie. Shapiro dołączył w 1954 roku do MIT Lincoln Laboratory i w roku 1967 otrzymał tam tytuł profesora. W 1982 Shapiro został profesorem na Harvardzie oraz kierownikiem Harvard-Smithsonian Center for Astrophysics. W 1991 roku Amerykańska Unia Geofizyczna przyznała Irwinowi medal Charlesa A. Whittena. W 1997 został mianowany First Timken University Professor.
Shapiro do ocenienia wieku wszechświata użył soczewki grawitacyjnej.

## Wyróżnienia
Nagrody:
- Dirk Brouwer Award nadana przez AAS Division on Dynamical Astronomy (1988)
- Charles A. Whitten Medal nadany przez Amerykańską Unię Geofizyczną (1991)
- The Albert Einstein Medal, 1994.

Jego nazwiskiem nazwano opóźnienie Shapiro, odkryte przez niego w 1964.